# Romance za korunu
Romance za korunu je český film v hlavní roli s Erikem Pardusem z roku 1975.

## Děj
Mladý učeň Píďa (Erik Pardus) se zamiluje do nové učnice Maruny (Miroslava Šafránková) a domluví si s ní schůzku, jenže to jim zkazí ostatní holky z učňáku a ještě řeknou, že to byl nápad Maruny. Píďu to naštve a nechá Marunu, aby šla s ostatními děvčaty a sám zatím bloudí pasáží, až potká Helenu Vondráčkovou a nabídne jí květinu. Od té doby se mu dějí samé šťastné příhody: vyhraje na automatu, dostane se do zákulisí k českým zpěvákům a zpěvačkám, dostává ode všech lidí stále znova stokoruny a uvidí živě zpívat Karla Gotta, s kterým se spřátelí. S Marunou se nakonec udobří a dají se dohromady.

## Hrají
- Erik Pardus (učeň Píďa) – hlavní role
- Miroslava Šafránková (učnice Maruna)
- Petr Nárožný (Lojzíček)
- Helena Vondráčková (Helena Vondráčková)
- Jiří Schelinger (Jiří Schelinger)
- Karel Gott (Karel Gott)
- František Ringo Čech (František Ringo Čech)
- Karel Svoboda (Karel Svoboda)
- Felix Slováček (Felix Slováček)
- Naďa Urbánková (Naďa Urbánková)
- Ladislav Štaidl (Ladislav Štaidl)
- Rudolf Cortés (Rudolf Cortés)
- Jiří Brabec (Jiří Brabec)
- Karel Augusta (hráč automatu)